# 변중량
변중량(卞仲良, 1345년 ~ 1398년)은 고려 말 조선 초의 문신이다. 본관은 밀양(密陽), 호는 춘당(春堂)이다. 대제학 변계량의 형이고, 태조 이성계의 형인 이원계의 사위로서 아버지 변옥란과 함께 조선 개국 원종공신이었는데, 무인정사 때 정도전 일파로 몰려 태종 이방원에게 참살되었다.

## 생애
이색과 정몽주의 문인이다. 고려 말 과거에 급제하여 밀직승지(密直承旨)를 지냈다. 이성계의 형인 이원계의 사위이자 이방원의 사촌 처형으로, 권력의 최중심에 섰고, 처음 반정을 계획할 즈음에는 정몽주의 측근으로서 스승을 살리려고 이방원측의 선죽교 암살 계획을 미리 알렸으나 정몽주가 듣지않아 암살됐고, 장인 이원계와 함께 조선 건국에 반대하였으나 건국 이후에는 개국공신을 하사받는다. 조정에 입조하여 전중경(殿中卿)에 임명되으며 조준, 정도전, 남은 등에게 병권을 전부 몰아주는 것은 옳지 못하다고 비판한 일을 빌미로 파직되었으나 곧 복직되었다. 이때 명나라에서 외교문서에 쓰인 글자를 문제삼아 책임자들을 보낼 것을 요구하자 동행하기를 자진해 청하였다.
1398년 우부승지(右副承旨), 우산기상시(右散騎常寺)를 역임하였다.
1차 왕자의 난 이후에, 전 신료들이 모두 이방원 밑으로 들어가 목숨을 보전하였는데도, 이후 무인정사때 갑옷을 입지 않고 궁궐 경비 책임자로 병든 이성계를 지켜내었다고 한다. 스승 정몽주에 이어서, 처 삼촌(숙부)인 태조 이성계를 지키면서, 갑옷을 입지 않은 점을 들어, 결국 정도전의 측근으로 분류되자, 억울함을 호소하다가, 사촌 처남인 이방원의 분노를 사 주살되었다. 이방원 측은 갑옷을 입었다고 한다.1868년 흥선대원군에 의해 신원되었으며 이조판서에 추증되었다.

## 가족
- 조부 : 증 찬성사(贈 贊成事) 변원(卞原)
  - 아버지 : 판중추원사(判中樞院事) 변옥란(卞玉鸞)
    - 이복형 : 변맹량 (卞猛良)
    - 장형 : 변옹(卞壅)
- 외조부 : 전객서부령(典客署副令) 성공필(成公弼)
  - 어머니 : 창녕 성씨
    - 동생 : 변계량(卞季良)

  - 처부 : 이원계(李元桂) - 조선 태조 이성계의 형
    - 부인 : 전주 이씨
      - 아들 : 변길상(卞吉翔)
        - 현손 : 변종인(卞宗仁)

## 저서
저서에 춘당유고(春堂遺稿) 한권이 전한다.

## 추모
경상남도 거창군의 병암서원(屛巖書院)에 제향되었다.

## 평가
박시백의 조선왕조실록에서 폄하되어 밀양 변씨 후손들이 소송을 건 적도 있다. 다만 이 부분은 1권, 2권의 주요 참고 문헌 조유식의 <정도전을 위한 변명>을 참고한 흔적으로, 이 책에서도 변중량을 '기회주의적', '카멜레온'으로 표현하고 있다.